# Salix miyabeana
Salix miyabeana es una especie de sauce perteneciente a la familia de las salicáceas. Es nativa del norte de Japón.

## Descripción
Es un arbusto caducifolio o pequeño árbol que alcanza un tamaño de 6–7 m de altura.

## Taxonomía
Salix miyabeana fue descrita por Karl Otto von Seemen y publicado en Botanische Jahrbücher für Systematik, Pflanzengeschichte und Pflanzengeographie. Leipzig 21(4, Beibl. 53): 50. 1896.
Etimología
Salix: nombre genérico latino para el sauce, sus ramas y madera.
miyabeana: epíteto
Sinonimia
- Salix dahurica Turcz. ex Laksch.
- Salix glacilior Nakai
- Salix liliputa Nas.
- Salix mongolica Siuzew
- Salix tenuifolia Turcz. ex E.Wolf[3]